# Chiesa di San Francesco di Castelletto

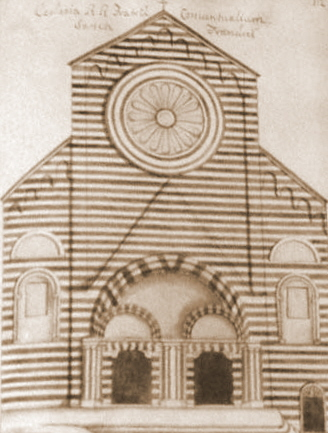
Domenico Piaggio (XVIII secolo), riproduzione della facciata della chiesa di San Francesco di Castelletto a Genova.

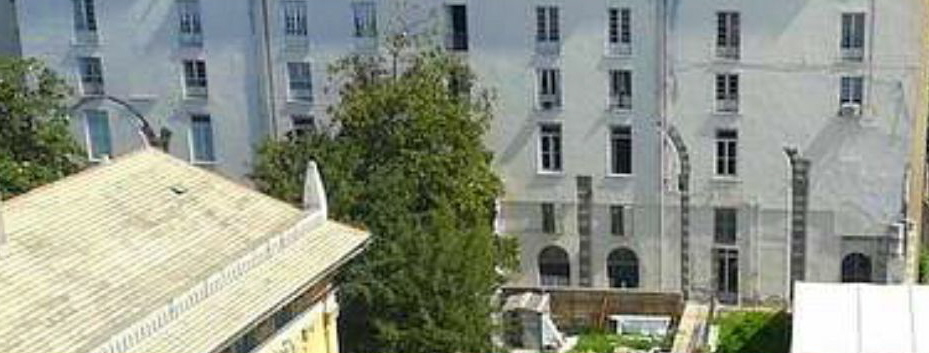
Archi della navata sinistra della chiesa di San Francesco di Castelletto a Genova.

La chiesa di San Francesco di Castelletto, con annesso convento, era un edificio religioso di Genova, sorto nel XIII secolo in una zona della città a quel tempo scarsamente urbanizzata, presso le mura del 1155, e demolito all'inizio del XIX secolo.

## Storia e descrizione

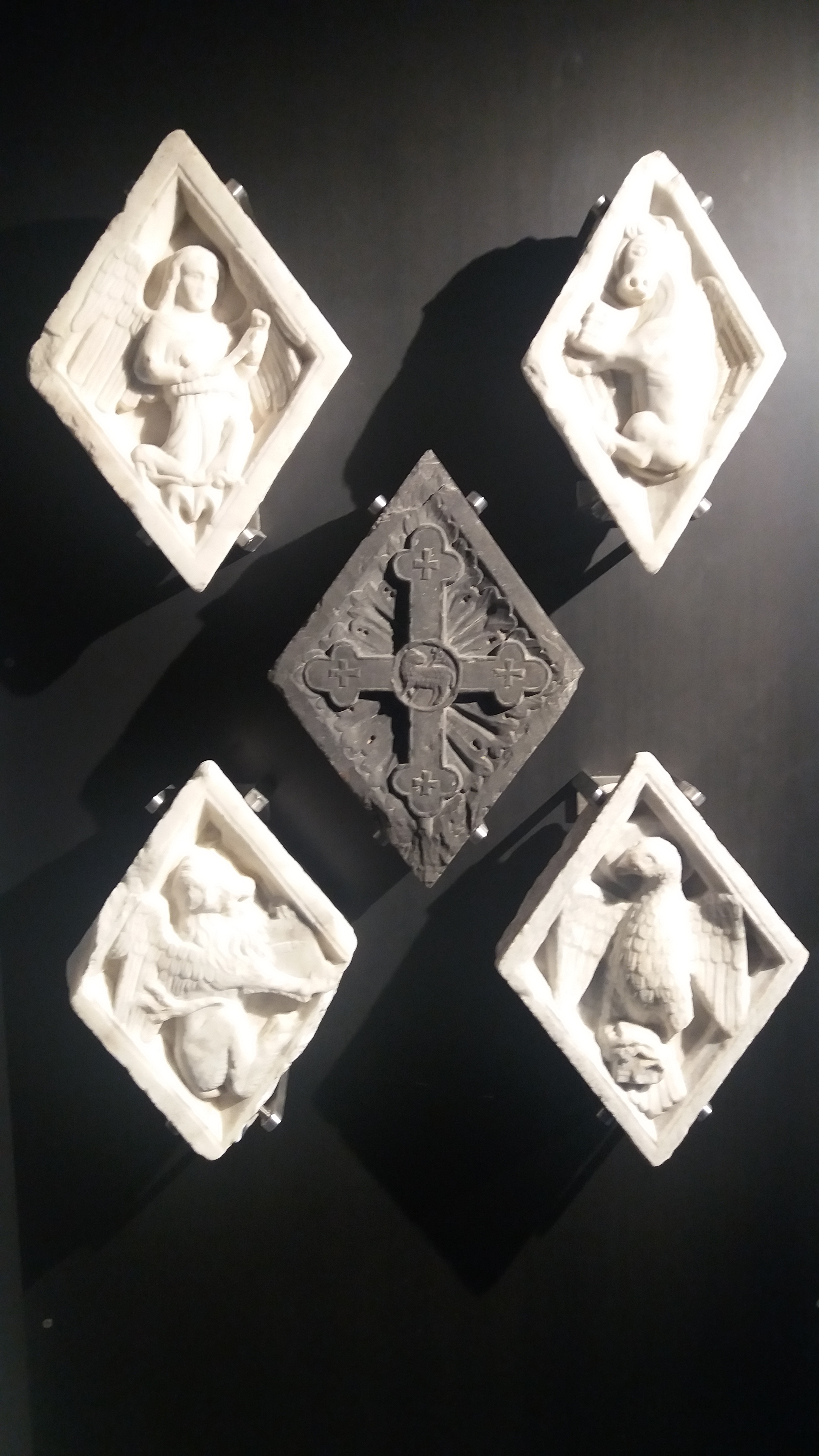
Frammenti provenienti dalla chiesa con i simboli dei quattro Evangelisti

L'ubicazione periferica era consueta per gli ordini conventuali, a Genova come in altre città, nel periodo basso-medievale, perché era l'unica a poter disporre di spazi non edificati ove erigere chiese e conventi.
L'orientamento della chiesa era quello canonico - facciata ad ovest, abside ad est - e la struttura pure, con tre navate, transetto e campanile, copertura a capriate. La zona retrostante l'abside e fiancheggiante il lato sud era per ampio tratto adibita ad uso cimiteriale, in un terreno in forte acclività (siamo alle pendici della collina di Castelletto, dominata appunto dall'omonima fortificazione ora non più esistente). In questo chiostro fu eretto il monumento funebre con sarcofago lapideo dove fu seppellito l'ammiraglio genovese Clemente de Fazio, liberatore di papa Urbano VI prigioniero a Nocera di Carlo III re di Napoli.
L'erezione dei magnifici palazzi rinascimentali di Strada Nuova - attuale via Garibaldi - determinarono poco per volta il restringimento dell'area cimiteriale, ma furono poi le soppressioni di età rivoluzionaria e napoleonica a determinare la fine del complesso conventuale. Suddiviso in lotti, venne diversamente destinato: parte del convento - tra cui due bracci del chiostro - vennero inglobati in edifici di civile abitazione, mentre della chiesa vennero distrutte due navate (per realizzare il giardino a monte di Palazzo Bianco, a partire dal 1818, e per riquadrare Palazzo Tursi) ed all'inglobamento di quella sinistra in un edificio adibito ad affitto. I resti sono ora visibili dal giardino retrostante Palazzo Bianco, in particolare le colonne e parte delle arcate che dividevano la navata centrale da quella sinistra, mentre resti di una cappella sepolcrale sotterranea sono visibili nel passaggio di collegamento tra Palazzo Bianco e Palazzo Tursi, nell'ambito del percorso dei Musei di Strada Nuova.
La chiesa ha ospitato le sepolture di alcuni membri della famiglia Fieschi e i monumenti sepolcrali dei dogi Simone Boccanegra ed Andrea Spinola oltre al monumento sepolcrale di Margherita di Lussemburgo.